# Angolotingis
Angolotingis is een geslacht van wantsen uit de familie van de Tingidae (Netwantsen). Het geslacht werd voor het eerst wetenschappelijk beschreven door Carl John Drake in 1955.

## Soorten
Het genus bevat de volgende soort:

- Angolotingis vilhenai Drake, 1955